# Генерал Товариства Ісуса
Генерал Товариства Ісуса — офіційний титул голови Товариства Ісуса, відомого також як орден єзуїтів. Генерал ордену обирається на Генеральній конгрегації і виконує цю роль довічно або до добровільної відставки. Перебуває в прямому підпорядкуванні папи римського, не підкоряється ніяким територіальним церковним структурам. Здійснює ординарну владу в Товаристві, схожу з владою єпископа в підпорядкованій йому єпархії. Всього в історії Товариства було 30 генералів, ще 4 людини керували єзуїтами в Росії в період розпуску ордену (1773—1814 рік). Більшість керівників ордена виконували свої обов'язки аж до смерті, у відставку за станом здоров'я і віком подали троє — Педро Аррупе, Петер Ганс Кольвенбах та Адольфо Ніколас (3 жовтня 2016). Поточним 31-им генералом Товариства Ісуса є Артуро Соса, обраний в 14 жовтня 2016 року.

## Список генералів Товариства Ісуса

### Від заснування до розпуску
| #  | Генерал                | Зображення | Початок           | Кінець            | Місце народження         | Тривалість правління (дні) |
| -- | ---------------------- | ---------- | ----------------- | ----------------- | ------------------------ | -------------------------- |
| 1  | Ігнатій Лойола         |            | 19 квітня 1541    | 31 липня 1556     | Аспейтіа, Іспанія        | 5582                       |
| 2  | Дієго Лайнес           |            | 2 липня 1558      | 19 січня 1565     | Альмасан, Іспанія        | 2393                       |
| 3  | Франсіско Борджа       |            | 2 липня 1565      | 1 жовтня 1572     | Гандіа, Іспанія          | 2648                       |
| 4  | Еверард Меркуріан      |            | 23 квітня 1573    | 1 серпня 1580     | Ла Рош-ан-Арден, Бельгія | 2657                       |
| 5  | Клаудіо Аквавіва       |            | 19 лютого 1581    | 31 січня 1615     | Атрі, Італія             | 12 399                     |
| 6  | Муціо Вітеллескі       |            | 15 листопада 1615 | 9 лютого 1645     | Рим, Італія              | 10 679                     |
| 7  | Вінченцо Карафа        |            | 7 січня 1646      | 8 червня 1649     | Неаполь, Італія          | 1248                       |
| 8  | Франческо Пікколоміні  |            | 21 грудня 1649    | 17 червня 1651    | Сієна, Італія            | 543                        |
| 9  | Алессандро Ґоттіфреді  |            | 21 січня 1652     | 12 березня 1652   | Рим, Італія              | 51                         |
| 10 | Ґосвін Нікель          |            | 17 березня 1652   | 31 липня 1664     | Юліх, Німеччина          | 4519                       |
| 11 | Джованні Паоло Олива   |            | 31 липня 1664     | 26 листопада 1681 | Генуя, Італія            | 6327                       |
| 12 | Шарль де Нойель        |            | 5 липня 1682      | 12 грудня 1686    | Брюссель, Бельгія        | 1621                       |
| 13 | Тирс Гонсалес          |            | 6 липня 1687      | 27 жовтня 1705    | Арганса, Іспанія         | 6688                       |
| 14 | Мікельанджело Тамбурин |            | 31 січня 1706     | 28 лютого 1730    | Модена, Італія           | 8521                       |
| 15 | Франциск Рец           |            | 7 березня 1730    | 19 листопада 1750 | Прага, Чехія             | 7562                       |
| 16 | Ігнатій Вісконті       |            | 4 липня 1751      | 4 травня 1755     | Мілан, Італія            | 1389                       |
| 17 | Луїджі Чентуріоне      |            | 30 листопада 1755 | 2 жовтня 1757     | Генуя, Італія            | 672                        |
| 18 | Лоренцо Річчі          |            | 21 травня 1758    | 16 серпня 1773    | Флоренція, Італія        | 5566                       |

### Генеральні вікарії і генерали в Росії
16 серпня 1773 року папа Климент XIV буллою «Dominus ac Redemptor noster» розпустив Товариство Ісуса. З цього моменту Товариство продовжувало існувати тільки на території Росії, де Катерина II підтримала єзуїтів і відмовилася публікувати буллу про розпуск. В 1801 році папа Пій VII офіційно дозволив існування Товариства, але тільки на території Росії. З 1782 по 1801 рік голова єзуїтів в Росії носив титул «Генеральний вікарій в Росії», з 1801 по 1814 рік, коли орден був повністю відновлений — «Генерал в Росії»
| # | Генеральний вікарій (Генерал) | Зображення | Початок        | Кінець         | Місце народження  | Тривалість правління (дні) |
| - | ----------------------------- | ---------- | -------------- | -------------- | ----------------- | -------------------------- |
| - | Станіслав Черневич            |            | 17 жовтня 1782 | 21 жовтня 1785 | Каунас, Литва     | 1100                       |
| - | Гавриїл Ленкевич              |            | 8 жовтня 1785  | 21 жовтня 1798 | Полоцьк, Білорусь | 4761                       |
| - | Францішак Карю                |            | 12 лютого 1799 | 11 серпня 1802 | Орша, Білорусь    | 1275                       |
| - | Габріель Грубер               |            | 22 жовтня 1802 | 6 квітня 1805  | Відень, Австрія   | 897                        |

### Після відновлення ордена
Буллою від 7 серпня 1814 «Sollicitudo omnium ecclesiarum» папа Пій VII відновив Товариство Ісуса в усіх його права та привілеї. Тадей Бжозовський, який з 1805 по 1814 рік обіймав пост Генерала Товариства Ісуса в Росії, після 1814 року очолив весь відновлений орден. Проте, до кінця його життя російська влада не дозволяли йому покинути Росію.
| #  | Генерал                | Зображення | Початок         | Кінець         | Місце народження                 | Тривалість правління (дні) |
| -- | ---------------------- | ---------- | --------------- | -------------- | -------------------------------- | -------------------------- |
| 19 | Тадей Бжозовський      |            | 7 серпня 1814   | 5 лютого 1820  | Кенігсберг, Пруссія              | 2008                       |
| 20 | Луїджі Фортіс          |            | 18 жовтня 1820  | 27 січня 1829  | Верона, Італія                   | 3023                       |
| 21 | Ян Філіп Ротан         |            | 9 липня 1829    | 8 травня 1853  | Амстердам, Нідерланди            | 8704                       |
| 22 | Петер Ян Бекс          |            | 2 серпня 1853   | 4 березня 1887 | Схерпенхеувел-Зіхем, Бельгія     | 12 267                     |
| 23 | Антон Андерледі        |            | 4 березня 1887  | 18 січня 1892  | Берісаль, Швейцарія              | 1781                       |
| 24 | Луїс Мартін            |            | 2 жовтня 1892   | 18 квітня 1906 | Мельгар-де-Фернаменталь, Іспанія | 4945                       |
| 25 | Франц Вернц            |            | 8 вересня 1906  | 20 серпня 1914 | Ротвайль, Німеччина              | 2903                       |
| 26 | Влодзімєж Ледуховський |            | 11 лютого 1915  | 13 грудня 1942 | Лоосдорф, Австрія                | 10 167                     |
| 27 | Жан-Батист Янссенс     |            | 15 вересня 1946 | 5 жовтня 1964  | Мехелен, Бельгія                 | 6595                       |
| 28 | Педро Аррупе           |            | 22 травня 1965  | 3 вересня 1983 | Більбао, Іспанія                 | 6678                       |
| 29 | Петер Ганс Кольвенбах  |            | 13 вересня 1983 | 14 січня 2008  | Дрютен, Нідерланди               | 8889                       |
| 30 | Адольфо Ніколас        |            | 19 січня 2008   | 3 жовтня 2016  | Вільямур'єль-де-Серрато, Іспанія | 3169                       |
| 31 | Артуро Соса            |            | 14 жовтня 2016  | -              | Каракас, Венесуела               | -                          |

## У мистецтві
У романі «Віконт де Бражелон, або Десять років потому» генералом Ордена став один з головних героїв трилогії — Араміс.